# Guston
Guston is een civil parish in het bestuurlijke gebied Dover, in het Engelse graafschap Kent.